# MV Bill

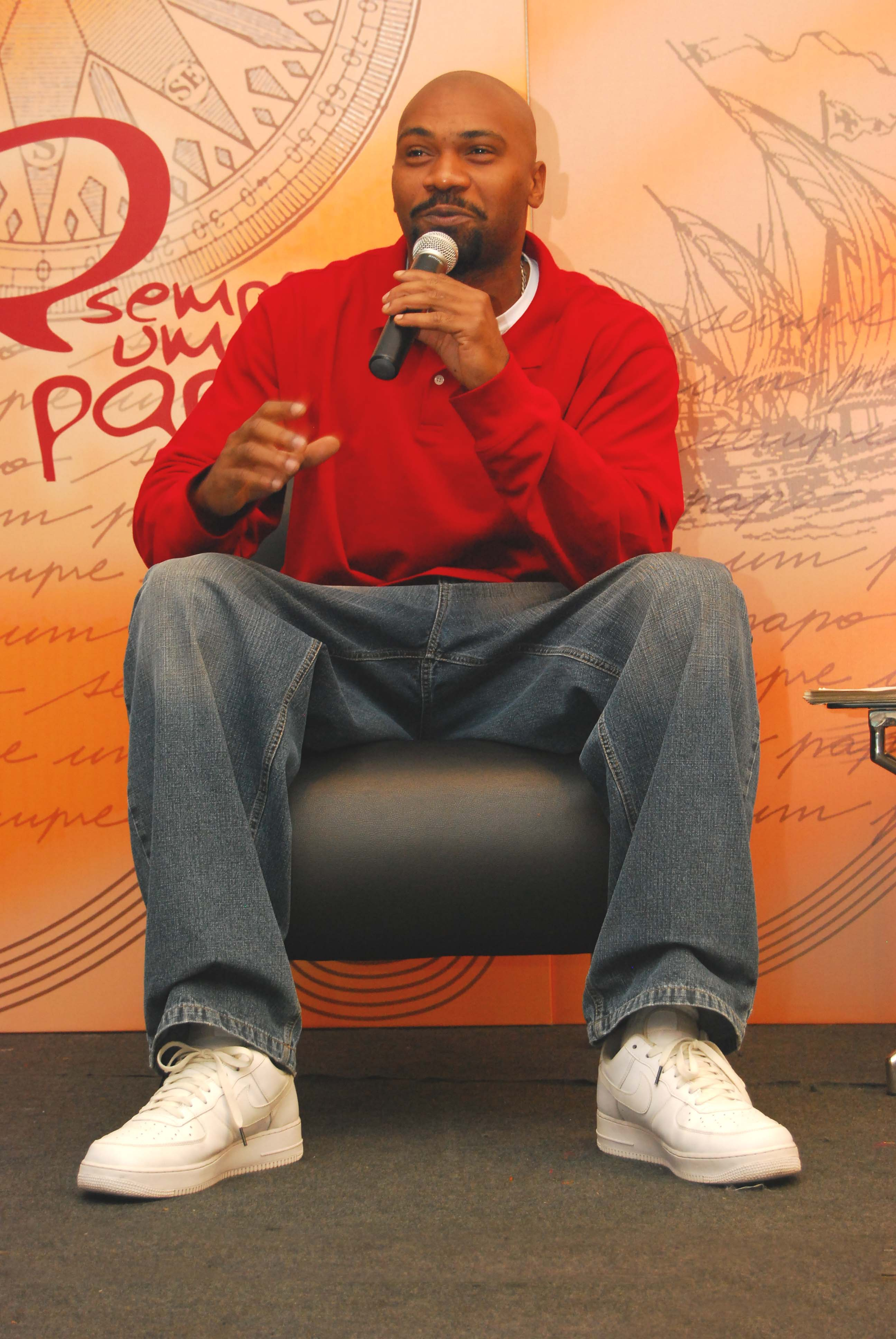
MV Bill (2008)

MV Bill (eigentlich Alex Pereira Barbosa; * 3. Januar 1974 in Rio de Janeiro) ist ein brasilianischer Rapper.

## Leben
MV Bill wuchs im Elendsviertel Cidade de Deus von Rio de Janeiro auf. Seinen bürgerlichen Namen hat er nie verraten – Alex Pereira Barbosa benutzt er lediglich als Pseudonym. Bevor er zum Rap wechselte, komponierte er schon einen Samba für eine Sambaschule. Später legte er sich die Initialen MV (Mensageiro da Verdade – Botschafter der Wahrheit) zu.
In der Free Jazz Show 1999 in Brasilien sorgte er für einen Skandal, als er sich mit einer Pistole im Gurt vorstellte – später gab er jedoch zu, dass es sich um eine Spielzeugpistole handelte.
Mit Celso Athayde veröffentlichte er zwei Bücher: Cabeça de Porco (2005) und Falcão: Meninos do Tráfico (2006).

## Diskografie
- 1999: CDD Mandando Fechado
- 2000: Traficando Informação
- 2002: Declaração de Guerra
- 2006: Falcão - O Bagulho é Doido
- 2010: Causa e Efeito
- 2013: Monstrão
- 2014: Vitória pra Quem Acordou Agora E Vida Longa pra Quem Nunca Dormiu